# Stefan Schöpf
Stefan Schöpf es un deportista austríaco que compitió en luge en la modalidad doble. Ganó dos medallas en el Campeonato Europeo de Luge, bronce en 1953 y plata en 1956.

## Palmarés internacional
| Campeonato Europeo | Campeonato Europeo         | Campeonato Europeo | Campeonato Europeo |
| Año                | Lugar                      | Medalla            | Prueba             |
| ------------------ | -------------------------- | ------------------ | ------------------ |
| 1953               | Cortina d'Ampezzo (Italia) | Medalla de bronce  | Doble              |
| 1956               | Imst (Austria)             | Medalla de plata   | Doble              |